# Kabasalan
Kabasalan è una municipalità di terza classe delle Filippine, situata nella Provincia di Zamboanga Sibugay, nella regione della Penisola di Zamboanga.
Kabasalan è formata da 29 baranggay:
- Banker
- Bolo Batallion
- Buayan
- Cainglet
- Calapan
- Calubihan
- Concepcion (Balungis)
- Diampak
- Dipala
- Gacbusan
- Goodyear
- Lacnapan
- Little Baguio
- Lumbayao
- Nazareth

- Palinta
- Peñaranda
- Poblacion
- Riverside
- Sanghanan
- Santa Cruz
- Sayao
- Shiolan
- Simbol
- Sininan
- Tamin
- Tampilisan
- Tigbangagan
- Timuay Danda (Mangahas)